# Johan Tecktonius
Johan Tecktonius, född 3 december 1806 i Stockholm, död 1 februari 1839 i Stockholm, var en svensk målare och målarmästare.
Han var son till hovslagaråldermannen Johan Tecktonius och hans hustru Helena. Tecktonius studerade målning för Carl Wilhelm Swedman 1831 och vid Kungliga Akademien för de fria konsterna. Han medverkade i akademiens utställning första gången 1831 där han visade upp några tavlor målade efter äldre mästares original. Bland hans större arbeten var renoveringen av altartavlan i Trosa kyrka.  